# WBSC Premier 12
WBSC Premier 12 es un torneo de béisbol organizado por la Confederación Mundial de Béisbol y Sóftbol (WBSC por sus siglas en inglés). El evento reúne a las selecciones nacionales que ocupen los mejores 12 puestos del ranking mundial de la entidad y tiene lugar cada cuatro años.
El certamen tiene como objetivo convertirse en la competición internacional de béisbol de mayor rango. Se organiza en el mes de noviembre del año de la competencia tras la finalización de la mayoría de ligas nacionales, para que los jugadores profesionales tengan la oportunidad de participar. El nacimiento de la WBSC Premier 12 se anunció en el mes de julio de 2014, así como la primera edición que se celebró en Taiwán en el año 2015. También los equipos participantes se revelaron en el mes de noviembre de 2014, precisamente cuando se cerró la clasificación mundial de dicho año.

## Premios
El ganador del torneo es premiado con un trofeo. Existen también premios en efectivo y el reconocimiento a la selección que se adjudique el tercer lugar.

## Ediciones
| Año           | Sede Final |               | Final     | Final          | Final          |           | Tercer puesto  | Tercer puesto | Tercer puesto |
| Año           | Sede Final | Campeón       | Resultado | Subcampeón     | Tercer lugar   | Resultado | Cuarto lugar   |               |               |
| 2015 Detalles | Japón      | Corea del Sur | 8-0       | Estados Unidos | Japón          | 11-1 (KO) | México         |               |               |
| 2019 Detalles | Japón      | Japón         | 5-3       | Corea del Sur  | México         | 3-2 (10)  | Estados Unidos |               |               |
| 2024 Detalles | Japón      | China Taipéi  | 4-0       | Japón          | Estados Unidos | 6-1       | Venezuela      |               |               |

## Medallero
Una vez que finaliza cada Premier 12, los jugadores del equipo ganador recibirán medallas de oro durante la ceremonia de premiación inmediatamente después de que el equipo perdedor recibe medallas de plata. El equipo que consigue el tercer lugar recibe medallas de bronce una vez concluido el encuentro por el tercer lugar.
| Pos. | País           | Oro | Plata | Bronce | Total |
| ---- | -------------- | --- | ----- | ------ | ----- |
| 1    | Japón          | 1   | 1     | 1      | 3     |
| 2    | Corea del Sur  | 1   | 1     | 0      | 2     |
| 3    | China Taipéi   | 1   | 0     | 0      | 1     |
| 4    | Estados Unidos | 0   | 1     | 1      | 2     |
| 5    | México         | 0   | 0     | 1      | 1     |

## Distinciones

### Jugador Más Valioso
- 2015:  Hyun-soo Kim
- 2019:  Seiya Suzuki
- 2024:  Chieh-Hsien Chen

### Equipo Estelar
En cada edición del Premier 12, se selecciona un equipo estelar. En la primera edición, Corea del Sur fue la selección que más jugadores aportó, con 3.
- Equipo Estelar 2015
- Equipo Estelar 2019
- Equipo Estelar 2024

## Equipos
El torneo se compone por los 12 equipos mejor clasificados, según el ranking oficial de la WBSC.

### Apariciones en el Premier 12
| Equipo               | # de apariciones | Récord de racha | Racha activa | Debut | Más reciente | Mejor resultado   |
| -------------------- | ---------------- | --------------- | ------------ | ----- | ------------ | ----------------- |
| Australia            | 2                | 2               | 2            | 2019  | 2024         | 6° (2019)         |
| Canadá               | 2                | 2               | 2            | 2015  | 2019         | 5° (2015)         |
| China Taipéi         | 3                | 3               | 3            | 2015  | 2024         | Campeón (2024)    |
| Corea del Sur        | 3                | 3               | 3            | 2015  | 2024         | Campeón (2015)    |
| Cuba                 | 3                | 3               | 3            | 2015  | 2024         | 6° (2015)         |
| Estados Unidos       | 3                | 3               | 3            | 2015  | 2024         | Subcampeón (2015) |
| Italia               | 1                | 1               | 1            | 2015  | 2015         | 12° (2015)        |
| Japón                | 3                | 3               | 3            | 2015  | 2024         | Campeón (2019)    |
| México               | 3                | 3               | 3            | 2015  | 2024         | 3° (2019)         |
| Países Bajos         | 3                | 3               | 3            | 2015  | 2024         | 7° (2015 y 2024)  |
| Panamá               | 1                | 1               | 1            | 2024  | 2024         | 5° (2024)         |
| Puerto Rico          | 3                | 3               | 3            | 2015  | 2024         | 10° (2015)        |
| República Dominicana | 3                | 3               | 3            | 2015  | 2024         | 8° (2019)         |
| Venezuela            | 3                | 3               | 3            | 2015  | 2024         | 4° (2024)         |

## Estadísticas
Las estadísticas que se muestran, corresponden únicamente al Premier 12.

### Estadísticas en el Premier 12
Actualizado al 24 de noviembre de 2024.
| Equipo               | G  | P  | PCT  | Apariciones | Mejor resultado   |
| -------------------- | -- | -- | ---- | ----------- | ----------------- |
| Japón                | 22 | 3  | .880 | 3           | Campeón (2019)    |
| Corea del Sur        | 14 | 7  | .666 | 3           | Campeón (2015)    |
| Canadá               | 6  | 3  | .666 | 2           | 5° (2015)         |
| Panamá               | 3  | 2  | .600 | 1           | 5° (2024)         |
| China Taipéi         | 12 | 9  | .571 | 3           | Campeón (2024)    |
| Estados Unidos       | 14 | 11 | .560 | 3           | Subcampeón (2015) |
| México               | 11 | 10 | .524 | 3           | 3° (2019)         |
| Venezuela            | 8  | 9  | .471 | 3           | 4° (2024)         |
| Cuba                 | 5  | 9  | .357 | 3           | 6° (2015)         |
| Países Bajos         | 5  | 9  | .357 | 3           | 7° (2015)         |
| Australia            | 3  | 9  | .250 | 2           | 6° (2019)         |
| Puerto Rico          | 3  | 11 | .214 | 3           | 8° (2015)         |
| República Dominicana | 2  | 11 | .154 | 3           | 8° (2019)         |
| Italia               | 0  | 5  | .000 | 1           | 12° (2015)        |